# Breștea

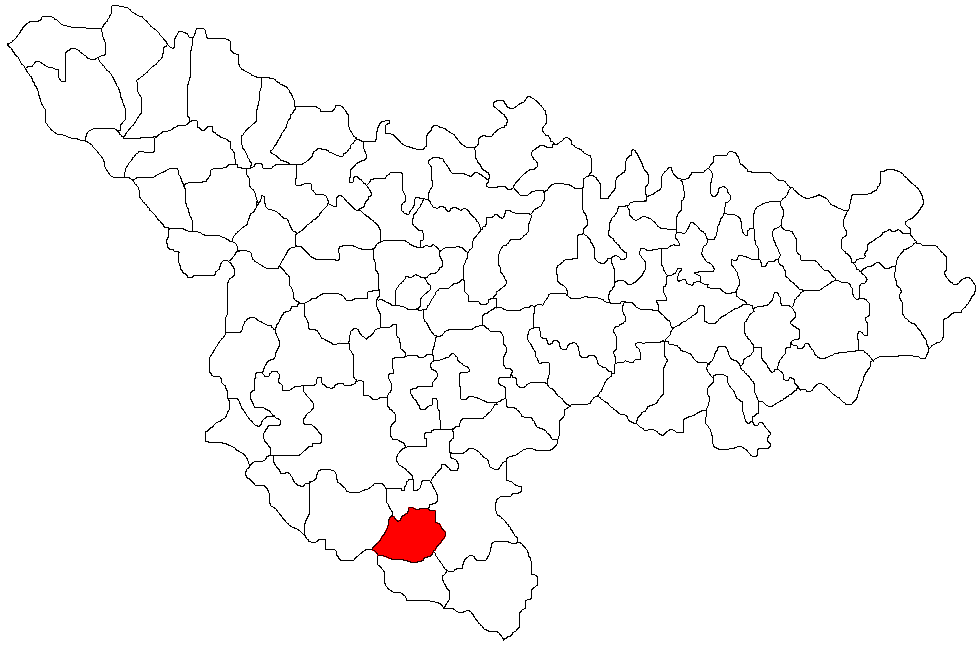
Lage der Gemeinde Denta im Kreis Timiș

Breștea (bulgarisch Брещя Breschtja, ungarisch Berestye, serbisch Брештеа Breštea) ist ein Dorf im Kreis Timiș, Banat, Rumänien. Das mehrheitlich von Banater Bulgaren bewohnte Dorf gehört zur Gemeinde Denta.

## Geografische Lage
Breștea liegt im Süden des Kreises Timiș in 52 Kilometer Entfernung von der Kreishauptstadt Timișoara und 14 Kilometer zum Grenzübergang Moravița, an der Grenze zu Serbien.

## Nachbarorte
| Deta     | Opatița                                     | Rovinița Mare |
| Denta    | Kompassrose, die auf Nachbargemeinden zeigt | Rovinița Mică |
| Gaiu Mic | Stamora Germană                             | Percosova     |

## Geschichte
Breștea ist eines der bulgarischen Dörfer im Banat. 
Brešća wurde 1842 von 110 Bulgaren aus Dudeștii Vechi gegründet. Jede Familie bekam ein Grundstück zum Hausbau und elf Joch Ackerboden. Die Ortschaft war Teil der Habsburger Krondomäne Temescher Banat. Nach dem Österreichisch-Ungarischen Ausgleich (1867) wurde das Banat dem Königreich Ungarn innerhalb der Doppelmonarchie Österreich-Ungarn angegliedert. Das Dorf erhielt den amtlichen Ortsnamen Berestye. Nach 1880 zog ein Teil der Einwohner von Breștea nach Bulgarien, wo sie das Dorf Bardarski Geran gründeten. Die römisch-katholische Kirche in Breștea wurde 1902 errichtet. Der Vertrag von Trianon am 4. Juni 1920 hatte die Dreiteilung des Banats zur Folge, wodurch Breștea an das Königreich Rumänien fiel.
Da die Bevölkerung entlang der rumänisch-jugoslawischen Grenze von der rumänischen Staatsführung nach dem Zerwürfnis Stalins mit Tito und dessen Ausschluss aus dem Kominform-Bündnis als Sicherheitsrisiko eingestuft wurde, erfolgte am 18. Juni 1951 die Deportation in die Bărăgan-Steppe unabhängig von der ethnischen Zugehörigkeit. Die rumänische Führung bezweckte zugleich den einsetzenden Widerstand gegen die bevorstehende Kollektivierung der Landwirtschaft zu brechen. Als die Bărăganverschleppten 1956 heimkehrten, erhielten sie die 1945 enteigneten Häuser und Höfe zurückerstattet. Der Feldbesitz wurde jedoch kollektiviert.

## Bevölkerung
Die Banater Bulgaren waren stets in der Überzahl in Breștea. Sie sprechen eine eigene bulgarische Sprache, das Banater Bulgarisch, und benutzen im Unterschied zu den Bulgaren im Nationalstaat die lateinische Schrift. Zudem sind sie römisch-katholischen Glaubens, was sie ebenfalls von den mehrheitlich orthodoxen Bulgaren in Bulgarien unterscheidet.
| 1880 | 1103 | 5  | 21 | 7  | 1070 |
| 1910 | 1004 | 20 | 53 | 26 | 905  |
| 1930 | 863  | 6  | 17 | 15 | 825  |
| 1977 | 748  | 18 | 12 | -  | 718  |
| 2002 | 535  | 62 | 9  | -  | 464  |